# 赫連乙斗
乙斗（?—?），中国五胡十六国时代匈奴铁弗部人，夏國开国皇帝赫连勃勃的弟弟，刘卫辰的幼子。
乙斗开始随父祖为刘姓，龙升元年（407年），赫连勃勃自立为天王，建立夏国。封乙斗右仆射。凤翔元年（413年），全族从刘姓改为赫连姓。承光二年（426年）十一月，夏国镇守蒲阪的守将东平公赫连乙斗，听说北魏司空奚斤率军将至，遣使往都城统万向皇帝赫连昌告急。使者到统万，见北魏大军包围统万，便回去报告乙斗：“统万已被攻陷。”赫连乙斗害怕，放弃蒲阪，西逃长安。奚斤攻克蒲阪。赫连昌之弟赫连助兴镇守长安，赫连乙斗到长安，二人放弃长安向西逃往安定。胜光三年（430年）十一月十五，北魏军进攻安定，守城的赫连乙斗弃城，逃奔长安。裹胁数千家百姓西逃上邽。